# Stephen Bassett
Stephen Bassett (* 27. März 1995 in Knoxville) ist ein US-amerikanischer Radrennfahrer.

## Sportlicher Werdegang
Bis  2015 fuhr Basset international für die US-amerikanische Nationalmannschaft. Zur Saison 2016 wurde er Mitglied im UCI Continental Team Jamis, zur Saison 2017 im Team Silber Pro Cycling.  
Nach der Auflösung von Silber Pro Cycling Ende 2018 stand Bassetts Karriere im Radsport kurz vor dem Aus, als er zunächst ohne neues Team blieb. Er schloss sich einem Amateur-Team an, mit dem er Rennen in Amerika bestritt. Nach dem Gewinn zweier Etappen und der Gesamtwertung des Joe Martin Stage Race wurden verschiedene Profi-Teams auf ihn aufmerksam, im Juli 2019 wurde er dann Mitglied im Continental Team Wildlife Generation Pro Cycling. Für das Team erzielte er mit einem Etappengewinn bei der Tour de Hokkaidō einen weiteren Erfolg.
Nach seiner bisher besten Saison erhielt Basset ab 2020 einen Vertrag beim UCI ProTeam Rally Cycling, bei dem er jedoch nicht an die Erfolge aus der Saison 2020 anknüpfen konnte. Nach vier Jahren verließ er das Team und blieb 2024 zunächst ohne Team. Erst im April kehrte er mit dem Team Project Echelon Racing auf die internationale Bühne zurück. Im Mai wurde er US-amerikanischer Meister im Kriterium.

## Erfolge
2019
- eine Etappe Tour de Hokkaidō
- Gesamtwertung, zwei Etappen und Bergwertung Joe Martin Stage Race

2022
- Bergwertung Arctic Race of Norway

2024
- US-amerikanischer Meister – Kriterium